# Carlos Correa
Artikeln följer den spanska namnseden; faderns efternamn är Correa och moderns efternamn Oppenheimer.
Carlos Javier Correa Oppenheimer, född den 22 september 1994 i Ponce, är en puertoricansk professionell basebollspelare som spelar för Minnesota Twins i Major League Baseball (MLB). Correa är shortstop.
Correa har tidigare spelat för Houston Astros (2015–2021). Han har vunnit World Series en gång, tagits ut till två all star-matcher samt vunnit Rookie of the Year Award, en Platinum Glove Award och en Gold Glove Award.

## Karriär

### Major League Baseball

#### Houston Astros

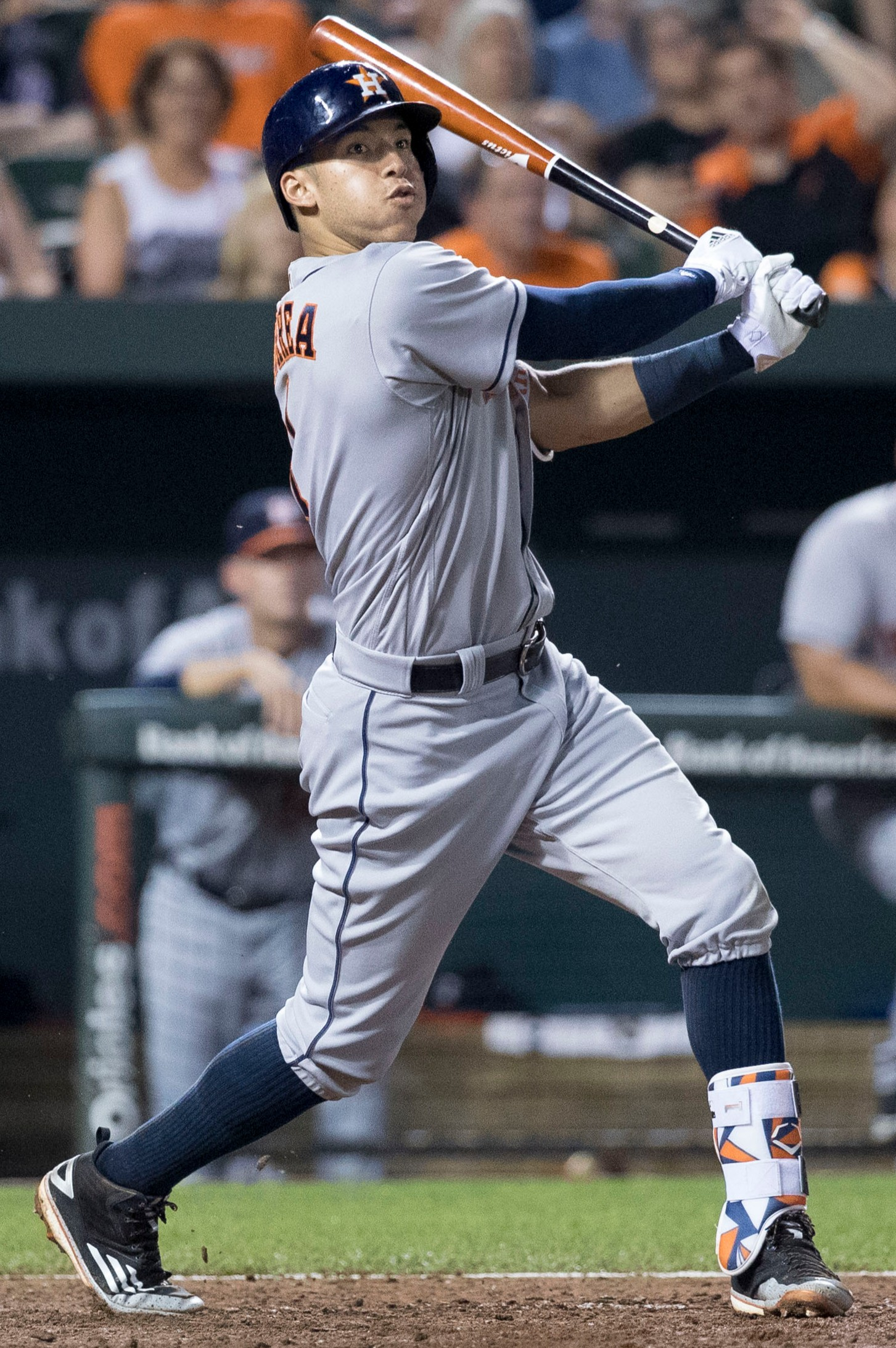
Correa i Houston Astros dräkt 2016.

Correa draftades av Houston Astros 2012 som första spelare totalt. Ingen spelare från Puerto Rico hade tidigare draftats tidigare än 17:e. Han debuterade i MLB för Astros den 8 juni 2015 och samma säsong vann han Rookie of the Year Award i American League efter att ha haft ett slaggenomsnitt på 0,279, 22 homeruns och 68 RBI:s på bara 99 matcher. Han blev den andra Astros-spelaren att vinna priset efter Jeff Bagwell 1991. Han följde upp detta med ett slaggenomsnitt på 0,274, 20 homeruns och 96 RBI:s under 2016.
Correa togs ut till sin första all star-match 2017 och hade ett slaggenomsnitt på 0,315, 24 homeruns och 84 RBI:s på 109 matcher. I slutspelet gick Astros hela vägen och vann World Series över Los Angeles Dodgers med 4–3 i matcher. Det var klubbens första World Series-titel. Det avslöjades ett par år senare att vissa av spelarna, däribland Correa, under den säsongen på ett otillåtet sätt hade läst av de tecken som motståndarnas catchers gav till sina pitchers angående vilken typ av kast som skulle kastas till slagmannen. Correa var en av dem som bad om ursäkt för sitt agerande, men han menade ändå att Astros förtjänade titeln.
Under 2018 spelade Correa sämre. Hans slaggenomsnitt var bara 0,239 och han hade 15 homeruns och 65 RBI:s. Han var sedan skadad under en stor del av 2019 års säsong och spelade bara 75 matcher. Trots detta hade han 21 homeruns och 59 RBI:s. Astros gick till World Series igen, men förlorade mot Washington Nationals med 3–4 i matcher. 2020 års säsong var kraftigt förkortad på grund av covid-19-pandemin och Correa hade ett slaggenomsnitt på 0,264, fem homeruns och 25 RBI:s på 58 matcher.
2021 var en bra säsong för Correa. Han slog 26 homeruns, nytt personligt rekord, och hade 92 RBI:s med ett slaggenomsnitt på 0,279. Han togs för andra gången ut till all star-matchen, men valde att inte delta utan åkte och hälsade på sin gravida fru i stället. Hans defensiva spel som shortstop var så bra att han vann både Gold Glove Award, som den bästa defensiva shortstopen i American League, och Platinum Glove Award, som den bästa defensiva spelaren över huvud taget i ligan. Han kom femma i omröstningen till American Leagues MVP Award. Astros gick till World Series för tredje gången på fem säsonger, men det blev förlust mot Atlanta Braves med 2–4 i matcher. Efter säsongen blev Correa free agent för första gången.

#### Minnesota Twins
I mars 2022 skrev Correa på ett treårskontrakt med Minnesota Twins som rapporterades vara värt 105,3 miljoner dollar. Kontraktet innehöll möjlighet för honom att bryta kontraktet efter första och andra säsongen. Det var det största kontraktet i Twins historia och Correas årliga snittlön på 35,1 miljoner dollar var den högsta i MLB:s historia för en infielder.

### Internationellt
Correa representerade Puerto Rico vid World Baseball Classic 2017 och var med och spelade hem silvret. Han togs ut till turneringens all star-lag.